# Ober-Logone
Ober-Logone war ein in Neukamerun gelegener Verwaltungsbezirk der deutschen Kolonie Kamerun. Sein Gebiet gehört heute überwiegend zur Republik Tschad.

## Geschichte
Das hauptsächlich von Laka besiedelte Gebiet kam im Zuge des Marokko-Kongo-Abkommens von Französisch-Äquatorialafrika zu Kamerun (Neukamerun) und umfasste im Wesentlichen die früheren französischen Bezirke Pende, Moyen-Logone und Mao Kabi. Die militärische Besetzung wurde durch die Anfang 1912 in Duala neu aufgestellte 12. Kompanie der Schutztruppe unter Hauptmann Bruno von Raven vollzogen. Am 1. Februar 1913 wurden der 12. Kompanie und ihrem Leiter die Verwaltungsbefugnisse für den Bezirk übertragen, der zunächst die amtliche Bezeichnung Mao Kabbi erhielt. Durch Gouvernementsverfügung  vom 18. Februar 1913 wurde er in Ober-Logone umbenannt.
Die militärische Besetzung verlief nicht ohne Widerstand der indigenen Gesellschaften. Der Tätigkeitsschwerpunkt der Kompanie lag anfangs bei Baibokum, wo der erste Posten entstand. Das Gros der Truppe wurde später nach Bumo am Zusammenfluss von Logone Occidental (Mbéré) und Pendé zum Logone verlegt. Baibokum wurde nicht weiter ausgebaut, blieb aber als Etappenposten besetzt. Ein zusätzlicher Stützpunkt entstand in Kondjala am Pendé gegenüber dem früheren französischen Verwaltungssitz Gore. Ende 1912 wurde der zunächst zur Residentur Adamaua gehörige Posten Fianga mit einer Offizierabteilung der 7. Kompanie besetzt und unter dem 14. Februar 1913 seine Übernahme durch die 12. Kompanie und Eingliederung in den Bezirk Ober-Logone verfügt.
1914 wurden zwei Expeditionen zur Begutachtung des definitiven Bezirkssitzes durchgeführt. Eine endgültige Entscheidung traf die Zentralverwaltung vor Ausbruch des Ersten Weltkrieges nicht mehr.